# Ernst Marcus

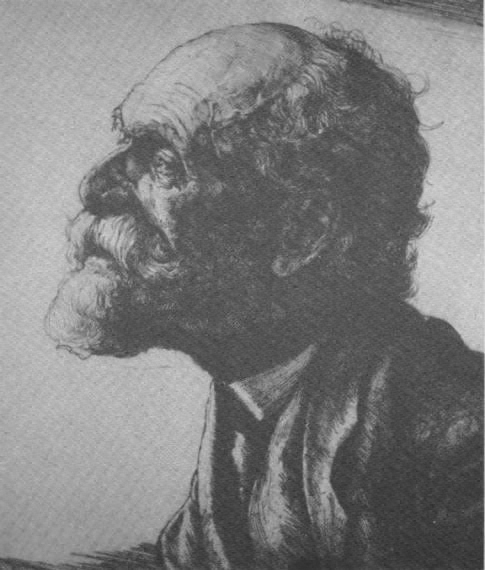
Ernst Marcus (1856–1928); Radierung von Hermann Kätelhön (1884–1940).

Ernst Moses Marcus (* 3. September 1856 in Kamen, Westfalen; † 30. Oktober 1928 in Essen, Ruhr) war ein deutscher Jurist und Philosoph.

## Leben
Ernst Marcus war der älteste Sohn von Robert Marcus und Berta Marx. Er besuchte das Archigymnasium in Soest und studierte danach Rechtswissenschaft an den Universitäten in Bonn (ein Jahr) und Berlin. 1885 erfolgte die Ernennung zum Gerichtsassessor. 1885–90 war er als Assessor und Richter tätig in Kamen, Unna, Hörde, Hagen und Gelsenkirchen. 1890 wurde er Amtsrichter in Essen. Ab 1889 beschäftigte er sich mit philosophischen Fragestellungen. 1893 heiratete er Berta Auerbach (* 15. August 1869 in Vreden, † 28. Oktober 1918). Das Ehepaar bekam drei Kinder; Debora, genannt Dore, Eva und Robert.
Ab 1899 hatte er Kontakt mit dem 1871 geborenen Schriftsteller und Philosophen Salomo Friedlaender, der jährlich einige Wochen im Haus des Essener Rabbiners Salomon Samuel, seines Schwagers, verbrachte. Von Friedlaender wurde der Essener Philosoph  als „Krupp der Logik“ apostrophiert und verehrt, ja sogar als Figur in seinen unter „Mynona“ publizierten Prosastücken „verwendet“, und zwar als "Sucram". 1916 wurde Ernst Marcus mit dem Titel „Geheimer Justizrat“ ausgezeichnet. Der als Grundbuchrichter Tätige lehnte aber eine weiter gehende berufliche „Beförderung“ ab, um den nötigen Freiraum für seine philosophischen Schriften zu behalten.
Marcus’ Bücher wurden unter der nationalsozialistischen Gewaltherrschaft makuliert. Neuherausgabe „Ausgewählte Schriften“ durch Gottfried Martin und Gerd Hergen Lübben.

## Werke
- Ausgewählte Schriften. 2 Bände; herausgegeben von Gottfried Martin und Gerd Hergen Lübben. — Bd.I (Bonn 1969;  ISBN 3-416-00642-9. Darin: „Kants Weltgebäude“; „Aus den Tiefen des Erkennens“) u. Bd.II (Bonn 1981; ISBN 3-416-01385-9. Darin: „Logik“; „Der kategorische Imperativ“; „Die Zeit- und Raumlehre Kants“; „Nachwort des Herausgebers“ [Sonderdruck: Bonn 1981]).
- Die exakte Aufdeckung des Fundaments der Sittlichkeit und Religion und Die Konstruktion der Welt aus den Elementen des Kant. Eine Erhebung der Kritik der reinen und der praktischen Vernunft zum Range der Naturwissenschaft. Leipzig 1899
- Das Erkenntnisproblem oder wie man mit der »Radiernadel« philosophiert. Eine philosophische Trilogie mit einem Vorspiel. Herford 1905.
- Logik. Die Elementarlehre zur allgemeinen und die Grundzüge der transzendentalen Logik. Eine Einführung in Kants Kategorienlehre (Herford 1906; 2. Auflage 1911)
- Das Gesetz der Vernunft und die ethischen Strömungen der Gegenwart. Herford 1907.
- Kants Weltgebäude. Eine gemeinverständliche Darstellung in Vorträgen. München 1917.
- Das Problem der exzentrischen Empfindung und seine Lösung. Berlin 1918.
- Erkenntnistheoretischer Idealismus oder transzendentaler Realismus? In: »Kantstudien«, Band 24 (1919/20).
- Der kategorische Imperativ. Eine gemeinverständliche Einführung in Kants Sittenlehre (München 1921)
- Zur Relativitätstheorie. In:»Frankfurter Zeitung und Handelsblatt« vom 13. April 1922.
- Theorie einer natürlichen Magie. Gegründet auf Kants Weltlehre München 1924. (Ital. Übers.: Bari 1938 von Giuseppe Rensi)
- Aus den Tiefen des Erkennens. Kants Lehre von der Apperzeption (dem Selbstbewusstsein), der Kategorialverbindung und den Verstandesgrundsätzen in neuer verständlicher Darstellung. Ein Kommentar zur transzendentalen Logik (Kritik der reinen Vernunft, Teil II). München 1925.
- Kritik des Aufbaus (Syllogismus) der speziellen Relativitätstheorie und Kritik der herrschenden Hypothese der Lichtausbreitung. Berlin 1926.
- Die Zeit- und Raumlehre Kants (Transzendentale Aesthetik) in Anwendung auf Mathematik und Naturwissenschaft. München 1927.
- Revolutionäre Kräfte in der Philosophie in: März. Halbmonatsschrift für deutsche Kultur 1, Febr. 1907, S. 282–286
  - Aus dem Nachlass: Das Rätsel der Sittlichkeit und seine Lösung: Mit besonderer Berücksichtigung des Sexualproblems (sog. Revolution d. Jugend) München: Reinhardt 1931/1932 (Bearb. von S. Friedlaender)